# Trương Thị Diệu Ngọc
Trương Thị Diệu Ngọc (sinh ngày 19 tháng 10 năm 1990) là Hoa khôi Áo dài Việt Nam 2016. Cô đại diện Việt Nam tham gia đấu trường nhan sắc Hoa hậu Thế giới 2016.

## Thành tích
- Top 12 Hoa khôi Áo dài Việt Nam 2014
- Top 10 Hoa hậu Hoàn vũ Việt Nam 2015
- Đăng quang Hoa khôi Áo dài Việt Nam 2016
- Đại diện Việt Nam tham gia cuộc thi Hoa hậu Thế giới 2016